# Лифистиусы
Лифистиусы (лат. Liphistius) — род членистобрюхих пауков из семейства Liphistiidae. Насчитывают около 50 видов, распространённых в Юго-Восточной Азии — на территории Мьянмы, Таиланда, Малайзии и на Суматре. 

## Этимология
Латинское название происходит от греческих слов слов λειπω, означающего «отсутствовать», и ἱστίος — «парус», что связано с повадкой паука не плести сеть в воздухе, а покрывать стены своего убежища и землю поблизости слоем сигнальной паутины.

## Описание
Длина тела самок варьирует от 9 до 29 мм, самцы несколько более мелкие. Как и у других представителей подотряда членистобрюхих пауков, брюшко Liphistius сохраняет по внешние признаки сегментации.
Живут в глубоких норах, закрывающихся круглыми ткаными «дверцами», которые замаскированы землей или мхом. Из нор они охотятся, используя сигнальные нити. День они проводят в глубине норы, а ночью ждут добычу, располагаясь чуть ниже двери. Охотятся на насекомых, мокриц и других беспозвоночных, которые задевают паутину, тянущуюся от входа. 

## Интересные факты
Этот род пауков был упомянут в Книге рекордов Гиннесса за 1994 год как род самых неуловимых представителей своего отряда.

## Виды
Род включает 47 видов:
- Liphistius albipes Schwendinger, 1995 — Таиланд
- Liphistius batuensis Abraham, 1923 — Малайзия
- Liphistius bicoloripes Ono, 1988 — Таиланд
- Liphistius birmanicus Thorell, 1897 — Myanmar
- Liphistius bristowei Platnick & Sedgwick, 1984 — Таиланд
- Liphistius castaneus Schwendinger, 1995 — Таиланд
- Liphistius dangrek Schwendinger, 1996 — Таиланд
- Liphistius desultor Schiødte, 1849 typus — Малайзия
- Liphistius endau Sedgwick & Platnick, 1987 — Малайзия
- Liphistius erawan Schwendinger, 1996 — Таиланд
- Liphistius fuscus Schwendinger, 1995 — Таиланд
- Liphistius isan Schwendinger, 1998 — Таиланд
- Liphistius jarujini Ono, 1988 — Таиланд
- Liphistius johore Platnick & Sedgwick, 1984 — Малайзия
- Liphistius kanthan Platnick, 1997 — Малайзия
- Liphistius lahu Schwendinger, 1998 — Таиланд
- Liphistius langkawi Platnick & Sedgwick, 1984 — Малайзия
- Liphistius lannaianus Schwendinger, 1990 — Таиланд
- Liphistius laruticus Schwendinger, 1997 — Малайзия
- Liphistius lordae Platnick & Sedgwick, 1984 — Myanmar
- Liphistius malayanus Abraham, 1923 — Малайзия
  - Liphistius malayanus cameroni Haupt, 1983 — Малайзия
- Liphistius marginatus Schwendinger, 1990 — Таиланд
- Liphistius murphyorum Platnick & Sedgwick, 1984 — Малайзия
- Liphistius nesioticus Schwendinger, 1996 — Таиланд
- Liphistius niphanae Ono, 1988 — Таиланд
- Liphistius ochraceus Ono & Schwendinger, 1990 — Таиланд
- Liphistius onoi Schwendinger, 1996 — Таиланд
- Liphistius ornatus Ono & Schwendinger, 1990 — Таиланд
- Liphistius owadai Ono & Schwendinger, 1990 — Таиланд
- Liphistius panching Platnick & Sedgwick, 1984 — Малайзия
- Liphistius phileion Schwendinger, 1998 — Таиланд
- Liphistius phuketensis Schwendinger, 1998 — Таиланд
- Liphistius pusohm Schwendinger, 1996 — Таиланд
- Liphistius rufipes Schwendinger, 1995 — Таиланд, Малайзия
- Liphistius sayam Schwendinger, 1998 — Таиланд
- Liphistius schwendingeri Ono, 1988 — Таиланд
- Liphistius sumatranus Thorell, 1890 — Суматра
- Liphistius suwat Schwendinger, 1996 — Таиланд
- Liphistius tempurung Platnick, 1997 — Малайзия
- Liphistius tenuis Schwendinger, 1996 — Таиланд
- Liphistius thaleban Schwendinger, 1990 — Таиланд
- Liphistius tham Sedgwick & Schwendinger, 1990 — Таиланд
- Liphistius thoranie Schwendinger, 1996 — Таиланд
- Liphistius tioman Platnick & Sedgwick, 1984 — Малайзия
- Liphistius trang Platnick & Sedgwick, 1984 — Таиланд
- Liphistius yamasakii Ono, 1988 — Таиланд
- Liphistius yangae Platnick & Sedgwick, 1984 — Малайзия